# غاري لامبرت
غاري لامبرت (بالإنجليزية: Gary Lambert)‏ هو سياسي أمريكي، ولد في 27 أكتوبر 1959 في بروفيدنس في الولايات المتحدة. حزبياً، نشط في الحزب الجمهوري. وقد انتخب عضو مجلس ولاية نيوهامبشير.